# SN 2004er
SN 2004er – supernowa typu II odkryta 25 września 2004 roku w galaktyce M-01-07-24. W momencie odkrycia miała maksymalną jasność 17,00m.